# Ha Yoo-mi
Ha Yoo-mi (7 de julio de 1965) es una de actriz surcoreana. Ha recibido reconocimiento por sus personajes en dramas como My Husband's Woman (2007) y Queen of Reversals (2010).

## Filmografía

### Cine
| Año  | Título                            | Rol                | Notas                |
| ---- | --------------------------------- | ------------------ | -------------------- |
| 1988 | Byun Kang-soi 3                   | Ong-nyeo           |                      |
| 1989 | Red Actress                       | Kim Sun-mi         |                      |
| 1991 | Green Sleeves                     | Ray                |                      |
| 1991 | Form of the Last Man              | Oh Yoon-hee        |                      |
| 1992 | The Woman Everyone Wanted to Kill |                    |                      |
| 1992 | Jazz Bar Hiroshima                | Hubiko             |                      |
| 1992 | Decadence 37'2                    | Ji Seung-hwa       |                      |
| 1993 | That Woman, That Man              | Sook               |                      |
| 1994 | Coffee, Copy and a Bloody Nose    | Park Mi-ran        |                      |
| 1994 | No Need to Justify Yearning       | Jung-hee           |                      |
| 1995 | A Hot Roof                        | Lee Jung-hee       |                      |
| 1997 | Ivan the Mercenary                | Ling-ling          |                      |
| 1997 | Destiny                           | Mi-ja              |                      |
| 2001 | Paradise Villa                    | Profesora de piano |                      |
| 2013 | A Journey with Korean Masters     | Manager            | segmento: "Illusion" |

### Series de televisión
| Año  | Título                                                    | Rol                               | Red  |
| ---- | --------------------------------------------------------- | --------------------------------- | ---- |
| 1991 | Humble Men                                                |                                   |      |
| 1992 | Morning Without Parting                                   |                                   |      |
| 1992 | TV Literature Theater "The Place Where the Harmonium Was" |                                   |      |
| 1994 | Daughters of a Rich Family                                | Kwon Cha-ryung                    | KBS2 |
| 1995 | Gaeseongsidae                                             |                                   |      |
| 1996 | Lovers                                                    | Kim Hae-ri                        | MBC  |
| 1996 | When the Salmon Returns                                   |                                   |      |
| 1997 | Model                                                     |                                   |      |
| 1997 | Cinderella                                                | Kim Kyung-hee                     | MBC  |
| 1997 | Sing Sing's The Art of War                                | Yeon-hee                          | KBS2 |
| 1999 | You Don't Know My Mind                                    | Hae-ra                            | MBC  |
| 1999 | Who Are You                                               | Jo Ok-joo                         | SBS  |
| 2002 | Ling Ling                                                 | Choi Sa-rang                      | MBC  |
| 2002 | Dae Bak Family                                            | Ha Yoo-mi                         | SBS  |
| 2002 | Jang Hee-bin                                              | Sook-jung, esposa de Jang Hee-jae | KBS2 |
| 2005 | The Barefooted Youth                                      | Park Hwa-sook                     | MBC  |
| 2006 | Love and Ambition                                         | Hye-young                         | SBS  |
| 2007 | My Husband's Woman                                        | Kim Eun-soo                       | SBS  |
| 2008 | Mom's Dead Upset                                          | Lee Ji-na                         | KBS2 |
| 2009 | Cain and Abel                                             | Kim Hyun-joo                      | SBS  |
| 2010 | Queen of Reversals                                        | Han Song-yi                       | MBC  |